# Guadalora
El Guadalora es un arroyo, o río según algunas fuentes, del sur de España perteneciente a la cuenca hidrográfica del Guadalquivir, que discurre en su totalidad por el territorio de la provincia de Córdoba. 

## Curso
El Guadalora nace en el interior del parque natural Sierra de Hornachuelos, al norte del cerro de las Tiesas y desemboca en el río Bembézar a la altura de la estación de Hornachuelos, apenas unos cientos de metros antes de la desembocadura de este último en el Guadalquivir.
En sus primeros kilómetros el cauce discurre por un valle abierto, rodeado de matorrales y dehesas con escasa vegetación de ribera, formada principalmente por tamujos, adelfas y zarzas pero, a la altura de San Calixto, comienza a encajarse en el terreno, encajonamiento que se hace más patente después de la incorporación del Arroyo del Tinte y que se acentúa mucho más al aproximarse al Molino de la Paloma, hasta llegar a la Pasada de Algeciras (puente de la carretera CO-5310). Este tramo es el más espectacular pues el río se encañona entre paredones de antiguas calizas, con cavidades en las que habitan algunas especies de murciélagos y, por otra parte, salvo en épocas de lluvias y gran caudal, se produce la desaparición paulatina de sus aguas, que se filtran en el subsuelo reapareciendo unos kilómetros más abajo en una poza.
A partir de la Pasada de Algeciras el terreno vuelve a ser más abierto y el río comienza a discurrir por tierras cada vez más propias para actividades agrarias y ganaderas hasta acabar haciéndolo por tierras de labor.

## Flora y fauna
Entre la vegetación asociada al cauce Guadalora, merecen especial mención las alisedas con adelfas, por ser el límite más meridional de esta conmunidad en la península ibérica, lo que unido a su escasez en el parque natural Sierra de Hornachuelos, las convierte en auténticas reliquias. A partir del cerro Manzorro, la vegetación de ribera alcanza su máximo esplendor y junto a los alisos pueden encontrarse fresnos, chopos, e incluso ailantos, especie foránea que ha proliferado rápidamente. También pueden encontrarse especies trepadoras: hiedra, parra silvestre, zarzaparrilla, rosales y clemátides o numerosos helechos.